# Образование в Киргизстан
Образованието в Киргизстан е задължително за 9 години, между 7- и 15-годишна възраст.
Първоначално се учи 4 години в начално училище, 5 години в училище от средния курс, а после системата предлага 2 години в гимназии, специализирани гимназии или технически училища.
През 2001 г. 89 % от децата в подходяща възраст посещават училище, но този дял спада в края на десетилетието.
През 2005 г. работят 49 учреждения за висше образование, като най-известните от тях са следните:
- Киргизски държавен университет,
- Киргизски технически университет,
- Медицински институт към Ошкия държавен университет[2],
- Азиатски медицински институт[3] и
- Киргизско-руски славянски университет[1].

В по-голямата част от началните училища и прогимназиите се преподава на киргизски език, но езикът на преподаване във висшите училища е руски.
Бюджетни съкращения, които намаляват учителски заплати и поддържането на училищно оборудване, оказват негативно влияние и намаляват броя на студентите от женски пол. През 2003 г. 4,5 % от БВП се дава за образование, а през 2004 г. нивото на грамотността в страната е 98,7 процента.